# Trusovický potok
Trusovický potok je levostranný přítok řeky Moravy v okrese Olomouc v Olomouckém kraji. Délka toku činí 30,1 km. Povodí má rozlohu 81,2 km². V minulosti byl podle obcí, kterými protékal, znám v různých částech svého toku jako Loděnický potok (v oblasti Horní Loděnice) a Bělkovický potok (v oblasti Bělkovic). V Hlušovicích bývá označován jako Svodnice.  Lokálně je znám taktéž pod jménem Trusovka. Průměrný průtok u ústí činí 0,45 m³/s. Je označován za tok vodohospodářský významný. V centrální evidenci vodních toků je Trusovický potok veden pod IDVT 10100157.

## Průběh toku

### Pramen – Bělkovice
Trusovický potok pramení na jihovýchodním svahu kopce Pomezí v nadmořské výšce 668 m. Po necelých třech stech metrech se stéká s bezejmenným tokem (IDVT 10191663), jenž pramení ve stejném svahu, a posléze jej překonává neoznačená silnice mezi Dalovem a Dětřichovem nad Bystřicí. Krátce poté do sebe potok přijímá ještě jeden bezejmenný pravostranný přítok a vstupuje na území přírodního parku Sovinecko, poblíž jehož východního okraje pokračuje další téměř 4 km. V oblasti přírodního parku vtéká do Trusovického potoka dalších sedm menších přítoků: bezejmenný pravostranný přítok (IDVT 10199187), pak Krátký potok (IDVT 10190364) zleva, Bažinatý potok (IDVT 10201403) rovněž zleva, další krátký bezejmenný pravostranný přítok (IDVT 10200468) a bezejmenný levostranný přítok (IDVT 10188423). Největším přítokem v prostoru Sovinecka je pak Dalovský potok (IDVT 10192573), jenž sbírá vodu u vsi Dalov a spojuje se s Trusovickým potokem v zástavbě obce Horní Loděnice. Za ním pak následuje ještě jeden nepojmenovaný pravostranný přítok (IDVT 10206570). V rámci zástavby Horní Loděnice je Trusovický potok překlenut třemi menšími silničními mosty a také mostem patřícím ke komunikaci I/46 mezi Šternberkem a Moravským Berounem. Těsně za tímto mostem se do toku zleva vlévá Malý potok (IDVT 10198853). V katastru obce pak ještě následuje nepojmenovaný levostranný přítok (IDVT 10187994), levostranný přítok zvaný Na Bojišti (IDVT 10200739), pojmenovaný podle bitvy u Domašova v roce 1758, a pravostranný přítok Dravý potok (IDVT 10207775). Podle obce Horní Loděnice byl Trusovický potok v horní části svého toku někdy označován jako Loděnický potok.

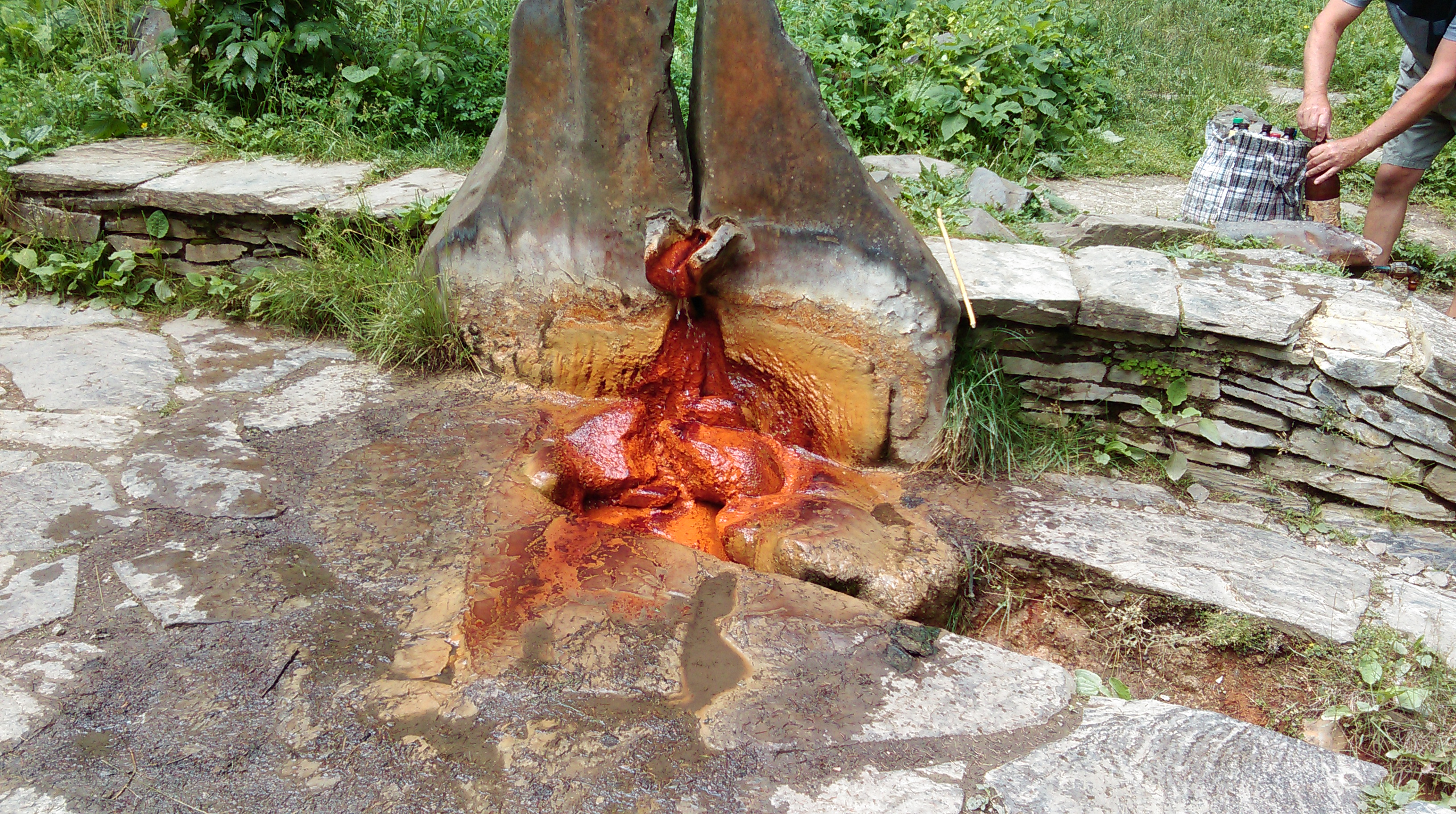
Těšíkovská kyselka na břehu Trusovického potoka

Za Horní Loděnicí vstupuje potok do zalesněné oblasti. Loděnický mlýn (Lodenitzer Mühle, Dolní mlýn), který se zde nacházel, byl po roce 1945 zcela zničen. Potok dále teče mladým, hluboko zaříznutým erozním údolím, které v masivu Nízkého Jeseníku vyhloubil. Z levé strany se pak připojuje Prudký potok (IDVT 10204511) a z pravé strany kratičký bezejmenný tok (IDVT 10187055). Krátce poté pravém břehu Trusovického potoka pramení Těšíkovská kyselka, známá a využívaná již v 17. století – první uváděná zmínka pochází z roku 1678. V roce 1906 byla kyselka popisována jako železité prameny a od roku 1931 bylo zřídlo označováno jako minerální uhličitý pramen. Vznik kyselky byl umožněn hlubinnou akumulací oxidu uhličitého, kterou způsobila mladá (třetihorní a čtvrtohorní) vulkanická činnost. Oxid uniká po tektonických spárách a rozpouští se v podzemní vodě.

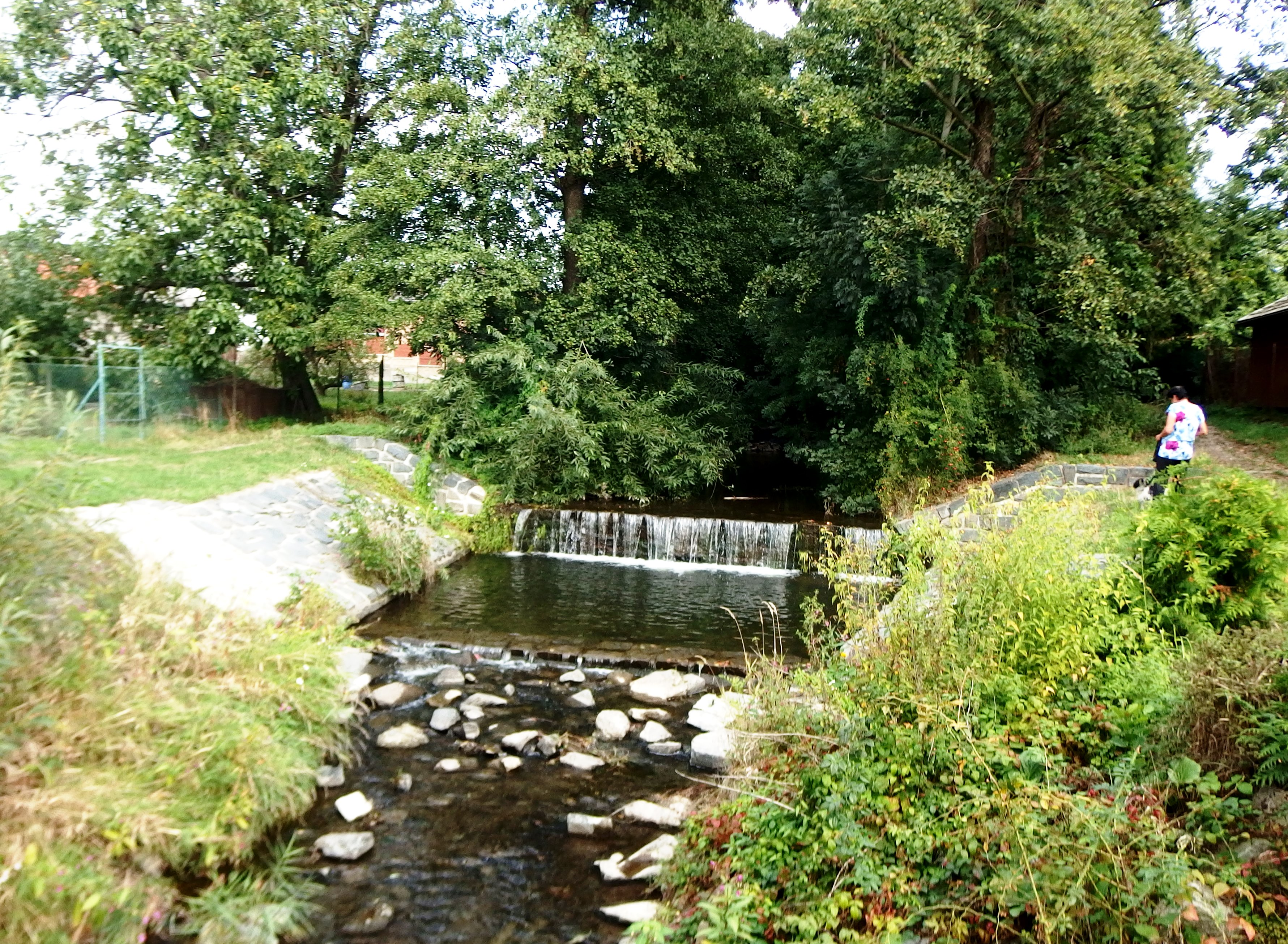
Trusovický potok v Bělkovicích-Lašťanech

Od Těšíkovské kyselky vede souběžně s Trusovickým potokem silnice. Tok pokračuje dál jižním směrem k Těšíkovskému mlýnu (Zeschdorfermühle). Ještě v roce 1932 se zde nacházel areál mlýna a pily, ze staveb však přežila pouze samotná mlýnice. Poblíž někdejšího Těšíkovského mlýna se zleva připojuje Petrovický potok (IDVT 10192071) a potok následně překonává silnice II/444 mezi Těšíkovem a Hraničnými Petrovicemi. Jako pravostranný přítok se od severu vlévá Kyselý potok (IDVT 10203975).
Na dalších kilometrech se zprava připojuje Těšíkovský potok (IDVT 10200743), zleva Údolní potok (IDVT 10196374) a zprava Mlýnský potok (IDVT 10197346). Koryto je zde kamenité a vyznačuje se razantnějším spádem. Nad údolím potoka se zde zvedá ostroh s hradištěm Jívová (přibližně 2,3 km na západ od středu obce Jívová). Lokalita byla osídlena již ve starší době bronzové, později zde stál hrad Tepenec. Místo je částečně zalesněno, částečně zničeno kamenolomem z 19. století. Tento kamenolom je dosud využíván k těžbě moravské droby, četné ostatní kamenolomy v údolí potoka zanikly. Za kamenolomem Tepenec se do potoka vlévá z levé strany bezejmenný tok (IDVT 10189371) a potok Lipovec (IDVT 10207344). Potok se pak obrací k jihozápadu a vtéká do katastru obce Bělkovice-Lašťany. Od východu se připojuje další nepojmenovaný levostranný přítok (IDVT 10194997), silnice následně koryto Trusovického koryta překonává a dál pokračuje po jeho levé straně. Údolí se v těchto místech rozšiřuje a na obou stranách toku se nachází větší množství rekreačních chat, jež patří převážně obyvatelům Olomouce, dva další menší mosty a jeden brod. Rekreaci slouží také zdejší myslivecká restaurace Podskalí.

### Bělkovice – ústí

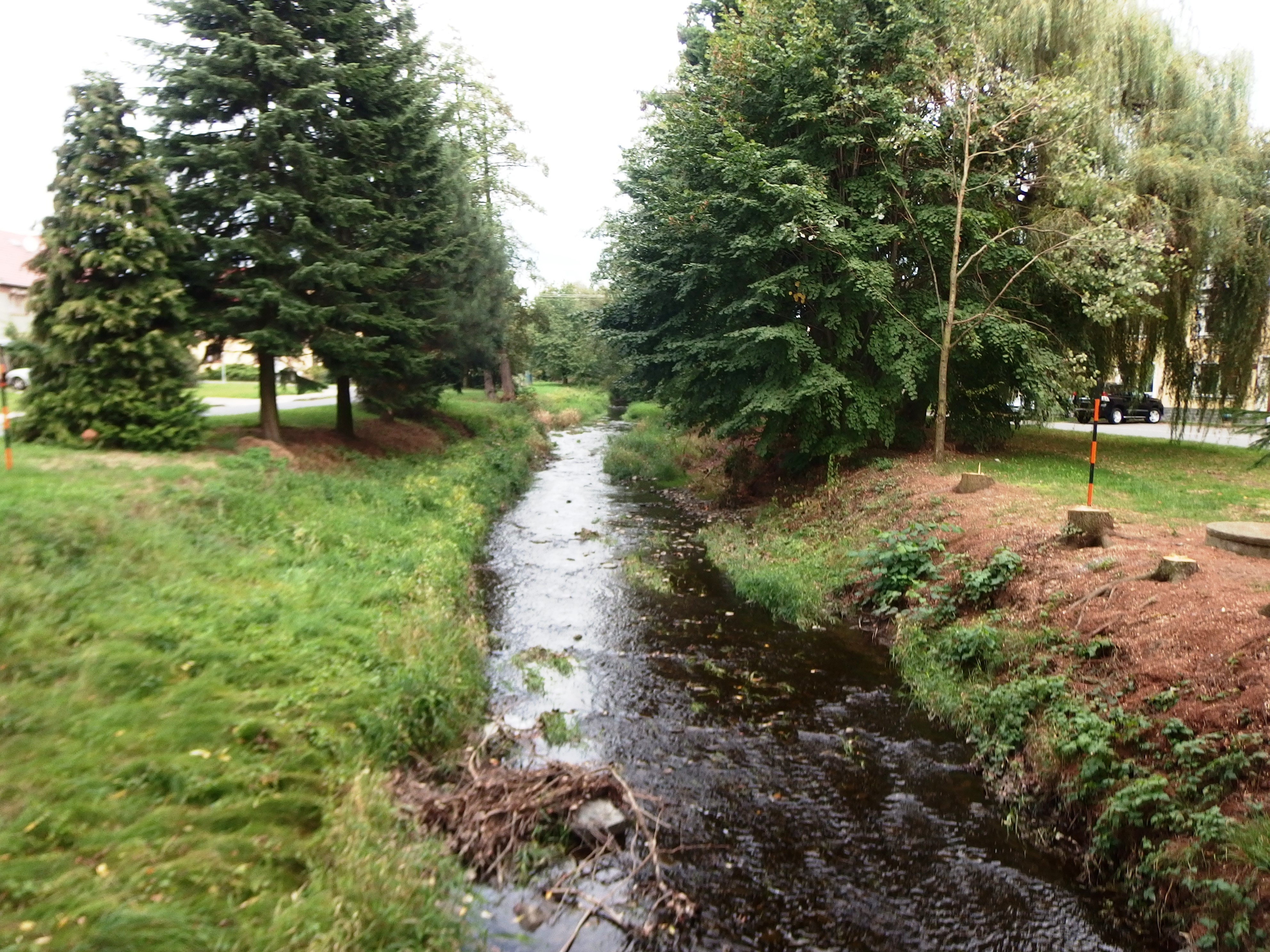
Trusovický potok u Bohuňovic

Po opuštění údolí vstupuje Trusovický potok do rovinaté krajiny, nechává za sebou Nízký Jeseník a protéká centrem obce Bělkovice-Lašťany, přičemž historické Bělkovice se nacházejí na levé (jižní) straně toku, zatímco historické Lašťany na jeho pravé (severní) straně. Od potoka se na východním konci zástavby odpojuje mlýnský náhon (IDVT 10219468) a s hlavním tokem se opět spojuje na západním konci obce. Na tomto náhonu stával od roku 1620 klasický mlýn, dochovala se pověst o bělkovickém vodníku Traurigovi, který žil v jedné z tůní poblíž potoka a nešťastně se zamiloval do krásné mlynářovy dcery. Ve 20. století byl přestavěn na mlýn zpracovávající dřevní moučku, výrobu zajišťovaly Severomoravské dřevařské závody. Výroba dřevní moučky pokračuje i po roce 1989 v rámci soukromého podnikání.
Trusovický potok slouží v Bělkovicích-Lašťanech rovněž jako zdroj vody pro místní koupaliště. V zástavbě obce jej křižují čtyři mosty pro pěší a jeden silniční most. Potok byl v těchto místech v roce 1938 za přispění obce částečně regulován. V letech 1997–1998 byla v Bělkovicích zbudována čistírna odpadních vod, přičemž vyčištěná voda z ní odtékající byla zaústěna právě do Trusovického potoka. V roce 2005 realizoval státní podnik Povodí Moravy opravu břehů potoka a tří stupňů. Již v 19. století byl potok poměrně lukrativně pronajímán za účelem rybolovu (3 zlaté 10 krejcarů na rok v roce 1886).

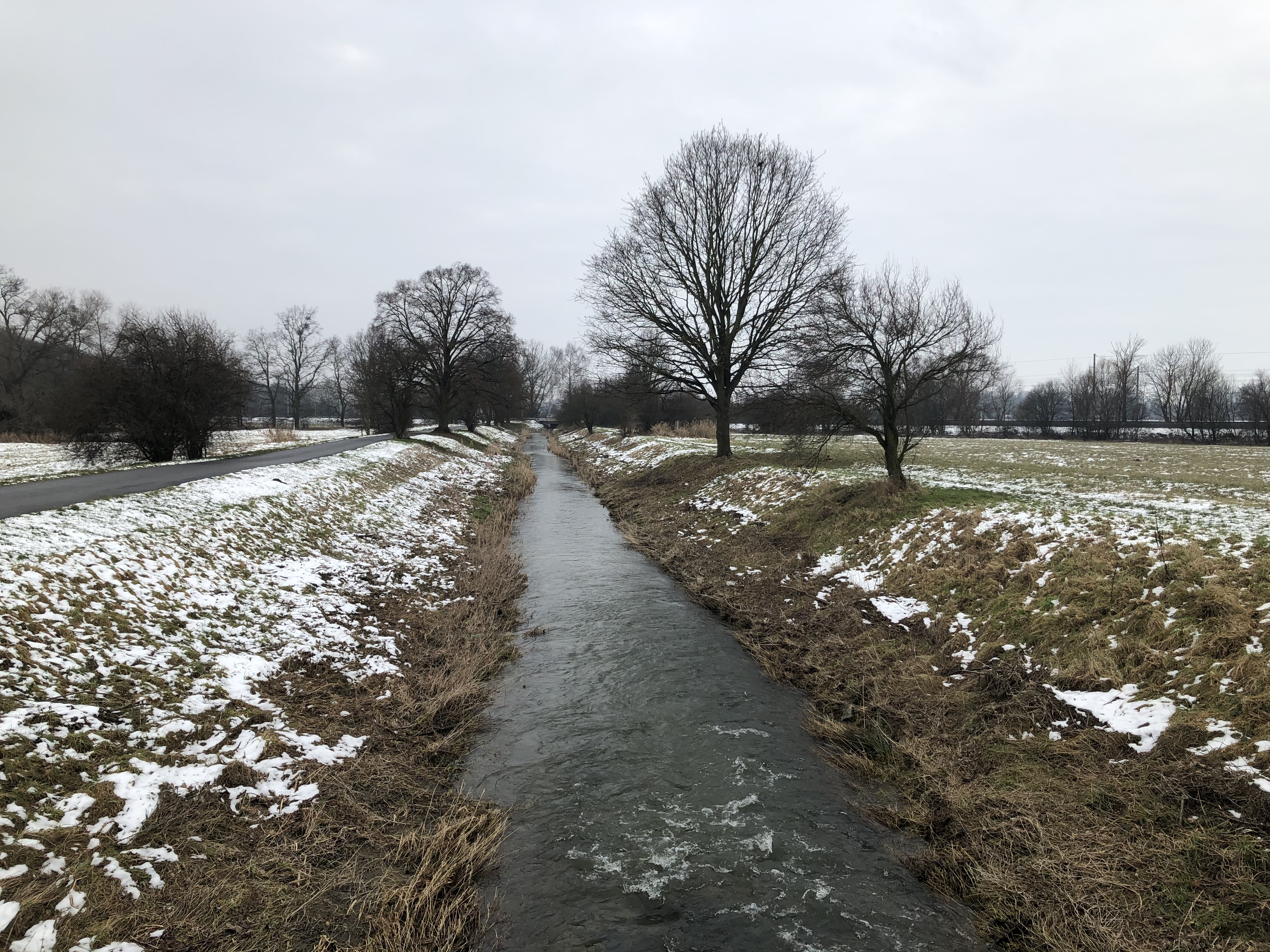
Poslední kilometr Trusovického potoka, pohled směrem k ústí

Těsně za Bělkovicemi potok znovu přemosťuje silnice I/46 (úsek mezi Olomoucí a Šternberkem). Tok dále pokračuje do Trusovic, podle kterých je potok pojmenován a které jsou od roku 1960 sloučeny spolu s Moravskou Loděnicí pod Bohuňovice. V zástavbě překonávají Trusovický potok tři lávky pro pěší, dva menší silniční mosty a jeden most železniční (Železniční trať Olomouc–Šumperk). V minulosti se od Trusovic odkláněl směrem k Bohuňovicím a Moravské Loděnici mlýnský náhon se dvěma mlýny, Bohuňovickým (Valentovým, Langerovým) a Loděnickým. Obě živnosti ve 20. století zanikly.

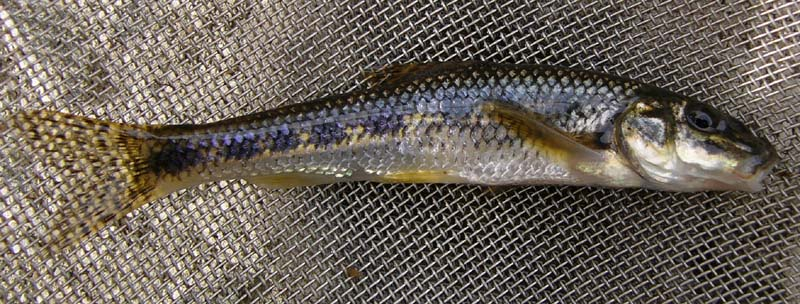
Hrouzek ulovený v Trusovickém potoce před soutokem s Moravou

Po katastrofální povodni v roce 1920 začaly okolní obce s úpravami a prohlubováním koryta a zavážením okolních vlhkých nížin. Na závěrečných 4,7 km svého toku, mezi trusovickým železničním mostem a ústím, je tok Trusovického potoka téměř zcela přímý – k narovnání došlo v letech 1932–1933. Celkové náklady byly vyčísleny na více než dva miliony tehdejších korun. Kameny na stavbu byly dovezeny především z lomů u Grygova a bližšího Hynkova lomu a po dokončení byly kolem toku ve vysokém počtu vysázeny stromy (336 švestek, 274 třešní, 159 hrušek, 87 lip). Spád je v této části koryta velmi nízký (1,5 %). Koryto je navrženo na zvládnutí stoleté vody. Původní odvodňovací kanály směřující do černovírských lesů zanikly, v rámci ochrany obce Hlušovice (kterou potok po levé straně těsně míjí) byl v roce 1999 z vytěžených usazen navršen val se silničkou. Posledním přítokem je ještě před Hlušovicemi Dolanský potok, levostranný přítok, jenž přivádí vodu od Pohořan.
Přibližně kilometr před ústím kříží potok ještě jedna železniční trať, trať 270 (Česká Třebová – Přerov), součást Třetího železničního koridoru. Na pravé straně Trusovického potoka se nacházejí pole, v minulosti však byla oblast zalesněna a tok tvořil východní hranici Chomoutovského lesa.
Do řeky Moravy se Trusovický potok vlévá v Olomouci, konkrétně v místní části Černovír. V minulosti se v této oblasti nacházel rybník, který byl potokem napájen a ze kterého voda následně odtékala do hlavního koryta Moravy. V listině z roku 1078 je rybník pravděpodobně jmenován jako Vydoma, pozdější prameny již název neuvádějí. Jednalo se o jeden ze tří rybníků, které obklopovaly klášter Hradisko. Na posledních sedmi kilometrech Trusovického potoka se vyskytuje střevle potoční.

### Větší přítoky
- zleva – Lipovec, Dolanský potok
- zprava – Dalovský potok, Těšíkovský potok, Domašovka